# Hoton (Engeland)
Hoton is een civil parish in het bestuurlijke gebied Charnwood, in het Engelse graafschap Leicestershire.